# Прапор Африканського Союзу
Нинішній прапор Африканського Союзу був прийнятий на 14-й черговій сесії Асамблеї глав держав і урядів, яка відбулася в Аддіс-Абебі 31 січня 2010 року.

## Історія
Під час 8-го саміту Африканського союзу, який відбувся в Аддіс-Абебі 29 і 30 січня 2007 року, глави держав і урядів вирішили розпочати конкурс на вибір нового прапора Союзу. Вони призначили зелене тло для прапора, що символізує надію на Африку, і зірки, які представляють країни-члени.
Згідно з цим рішенням Комісія Африканського Союзу (AUC) під керівництвом Муаммара Каддафі організувала конкурс на вибір нового прапора Африканського Союзу. Загалом до АМУ надійшло 106 робіт, запропонованих громадянами 19 африканських країн і двома представниками діаспори. Потім пропозиції були розглянуті групою експертів, сформованою Комісією Африканського Союзу, і обрані з п’яти африканських регіонів для короткого списку відповідно до основних напрямків, наданих главами держав і урядів. Дизайн-переможець створив Ядеса Боджія, американський художник і графічний дизайнер ефіопського походження. 
Прапор містить зелене тло, що символізує надію Африки, і 55 золотих зірок, які представляють держави-члени. Під час прийняття прапора було 53 зірки. Однак 27 липня 2011 року Південний Судан став 54-ю країною-членом, а Марокко знову приєднався в січні 2017 року , довівши загальну кількість до 55.

### Попередній прапор (2004–2010)

Прапор Африканського Союзу з 2004 по 2010 рік. Був також прапором Організації африканської єдності з 1970 по 2002 рік.

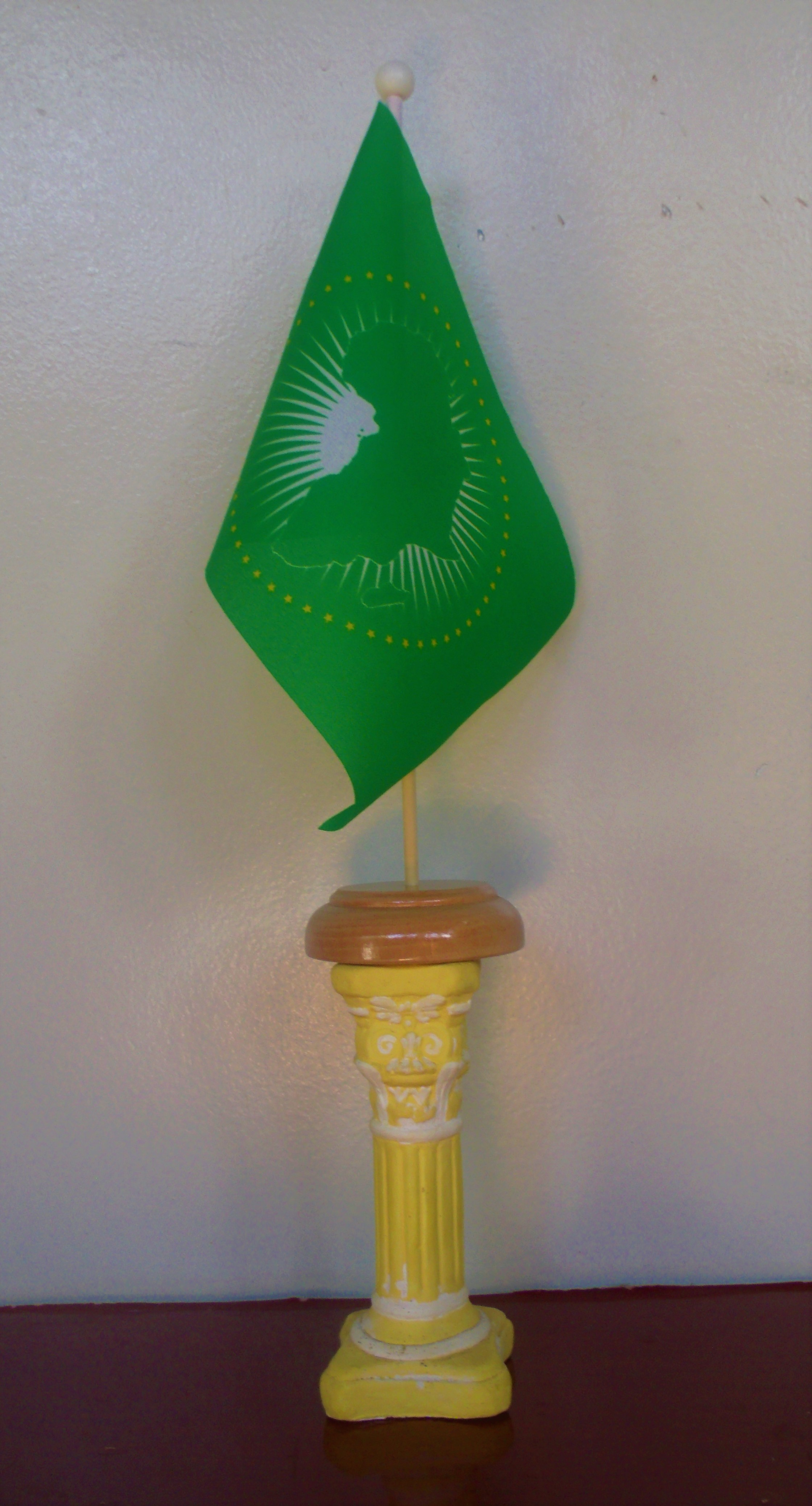
Настільна модель.

Попередній прапор Африканського Союзу використовувався з 2004 по 2010 рік і складався з широкої зеленої горизонтальної смуги у верхній частині, за якою слідувала вузька золота смуга. Нижче розташована широка біла смуга з тодішньою емблемою Африканського Союзу в центрі, за якою йдуть вузька золота смуга та широка зелена смуга внизу.
АС був утворений у 2002 році без офіційного прапора. У 2003 році було оголошено конкурс на розробку нових герба та прапора. Однак Асамблея Африканського Союзу на сесії в Аддіс-Абебі в 2004 році вирішила зберегти емблему та прапор свого попередника, Організації африканської єдності, і прийняти їх як новий прапор і емблему АС. Цей прапор використовувався з 1970 по 2002 рік як прапор ОАЄ.
Колірна символіка старого прапора така:
- Зелений колір символізує африканські надії та прагнення до єдності.
- Золотий колір символізує африканське багатство та світле майбутнє.
- Білий колір символізує чистоту африканського бажання мати справжніх друзів по всьому світу.
- Червоний колір кілець (у центрі) означає африканську солідарність і кров, пролиту за звільнення Африки.